# COVID-19-Pandemie im Jemen
Die COVID-19-Pandemie im Jemen tritt als regionales Teilgeschehen des weltweiten Ausbruchs der Atemwegserkrankung COVID-19 auf und beruht auf Infektionen mit dem Ende 2019 neu aufgetretenen Virus SARS-CoV-2 aus der Familie der Coronaviren. Die COVID-19-Pandemie breitet sich seit Dezember 2019 von China ausgehend aus. Ab dem 11. März 2020 stufte die Weltgesundheitsorganisation (WHO) das Ausbruchsgeschehen des neuartigen Coronavirus als Pandemie ein.
Der offizielle Beginn der Pandemie im Jemen ist auf den  10. April 2020 datiert, als der Notstandsausschuss der Regierung eine erste Infektion auf Twitter bestätigte.

## Maßnahmen und Verlauf
Am 9. April 2020 verkündete die von Saudi-Arabien angeführte Militärkoalition wegen der COVID-19-Pandemie eine zweiwöchige Waffenruhe, die Huthi-Rebellen jedoch als „politisches Manöver“ ablehnen. Der Sondergesandte der Vereinten Nationen für den Jemen hatte zuvor zu einer „dauerhaften landesweiten Waffenruhe, vertrauensbildenden Maßnahmen und zum Einstieg in den politischen Prozess“ aufgerufen. Auch die jemenitische Regierung hat noch nicht geäußert, sich an der einseitig verkündeten Waffenruhe zu beteiligen. Hilfsorganisationen warnten angesichts der schlechten medizinischen Versorgung und der möglichen Ausbreitung der Pandemie im Land vor einer Katastrophe.
Am 24. April 2020 erholte sich der erste und damals einzige Fall von COVID-19 im Jemen. Damit war der Jemen vom 24. April 2020 bis zum 30. April 2020 eines der Länder, welches nach einer bestätigten Infektion keine aktiven Fälle aufwies. Am 30. April wurden von der WHO jedoch 5 neue Fälle von COVID-19 bestätigt.
Im Mai 2020 beschreibt Aaron Brent, Landesdirektor der Hilfsorganisation CARE die Situation als „dramatisch und katastrophal – aktuell besonders im Süden des Landes“. Er schätzt die Dunkelziffer der Infizierten deutlich höher ein als die von der Johns Hopkins University 167 angegebenen Fälle, von denen mindestens 28 Infizierte starben. Das liege daran, dass nur bei sehr auffälligen Symptomen getestet werde und trotz internationaler Lieferungen von Tests in den vier Labors mit Testkapazitäten insgesamt zu wenig getestet werde. Darüber hinaus sind viele Krankenhäuser überlastet und nicht in der Lage, Menschen mit einer SARS-CoV-2-Infektion zu behandeln, was im Besonderen für schwangere Frauen schwerwiegende Folgen haben kann. Er verweist auf die „andauernden Kämpfe und Luftangriffe“, die es schwer machen, „bestimmte Gebiete zu erreichen und dort ungefährdet Wasser und Lebensmittel zu verteilen.“
Während der COVID-19-Pandemie im Jemen war der Gesundheitsminister der Huthi-Rebellen ein Moscheeprediger.

## Statistik
Die Fallzahlen entwickelten sich während der COVID-19-Pandemie im Jemen wie folgt:

### Infektionen

Bestätigte Infizierte in Jemen nach Daten der WHO. Oben kumuliert, unten Tageswerte

### Todesfälle

Bestätigte Todesfälle in Jemen nach Daten der WHO. Oben kumuliert, unten Tageswerte